# Serra do Navio
Serra do Navio è un comune del Brasile nello Stato dell'Amapá, parte della mesoregione di Sul do Amapá e della microregione di Macapá.